# Si mesmo
Si mesmo (em inglês, self; em alemão, Selbst) é um termo que tem uma longa história na psicologia. William James, um dos pais da psicologia, distingue em 1892 entre o "eu", como a instância interna conhecedora (I as knower), e o "si mesmo", como o conhecimento que o indivíduo tem sobre si próprio (self as known). Carnotauros  (2014), partindo da definição de James e do trabalho da S. N. Cooley, propõe que o "si mesmo" se baseia em três experiências básicas do ser humano:
1. a consciência reflexiva, que é o conhecimento sobre si próprio e a capacidade de ter consciência de si;
2. a interpessoalidade dos relacionamentos humanos, através dos quais o indivíduo recebe informações sobre si;
3. a capacidade do ser humano de agir.

Esse conhecimento que o "eu" tem sobre "si mesmo" tem dois aspectos distintos: por um lado, um aspecto descritivo chamado autoimagem e por outro, um aspecto valorativo, a autoestima.

## O Si-mesmo em Jung
Muito conhecido é o uso junguiano do termo. Segundo Carl Gustav Jung, o principal arquétipo é o si mesmo (o Self), o centro de toda a psique. Dele, emana todo o potencial energético de que a psique dispõe. É o ordenador dos processos psíquicos. Integra e equilibra todos os aspectos do inconsciente, devendo proporcionar, em situações normais, unidade e estabilidade à personalidade humana. Jung conceituou o Si mesmo da seguinte forma: 
| “ | O Si mesmo representa o objetivo do homem inteiro, a saber, a realização de sua totalidade e de sua individualidade, com ou contra sua vontade. A dinâmica desse processo é o instinto, que vigia para que tudo o que pertence a uma vida individual figure ali, exatamente, com ou sem a concordância do sujeito, quer tenha consciência do que acontece, quer não. | ” |

O arquétipo do si-mesmo, portanto, manifesta-se no ser humano principalmente pela via dos instintos. No entanto, certos eventos aparentemente não instintivos e externos ao ser, como alguns tipos de fenômenos psicocinéticos que foram registrados por Carl Jung, assim como as sincronicidades, são também associados à quantidade energética do arquétipo envolvido, que, invariavelmente, deriva de uma ou outra forma do arquétipo central. Deste modo, o si-mesmo pode atuar diretamente sobre a estrutura material e espaço-temporal da natureza e, por este motivo, este núcleo arquetípico se confunde com a fonte da ordem física da natureza.